# Belltillstånd
Belltillstånd är en typ av kvanttillstånd som är av central betydelse inom kvantinformation. Tillstånden är de enklaste exemplen på kvantsammanflätade tillstånd. Tillstånden är maximalt sammanflätade. Det finns fyra olika Belltillstånd:
{\displaystyle |\phi ^{+}\rangle ={\frac {1}{\sqrt {2}}}\left(|11\rangle +|00\rangle \right)}
{\displaystyle |\phi ^{-}\rangle ={\frac {1}{\sqrt {2}}}\left(|11\rangle -|00\rangle \right)}
{\displaystyle |\psi ^{+}\rangle ={\frac {1}{\sqrt {2}}}\left(|01\rangle +|10\rangle \right)}
{\displaystyle |\psi ^{-}\rangle ={\frac {1}{\sqrt {2}}}\left(|01\rangle -|10\rangle \right)} (singlettillstånd)

## Symmetriegenskaper
Belltillstånden har olika symmetriegenskaper som gör att de transformerar mellan varandra under olika rotation. Vid unilaterala Pauli rotationer (rotationer med {\displaystyle \pi } radianer runt x-, y- respektive z-axeln) av en av de två partiklarna fås att {\displaystyle |\phi ^{\pm }\rangle \leftrightarrow |\psi ^{\pm }\rangle } under {\displaystyle \sigma _{x}}-rotation, {\displaystyle |\psi ^{\pm }\rangle \leftrightarrow |\phi ^{\mp }\rangle } under {\displaystyle \sigma _{y}}-rotation samt {\displaystyle |\phi ^{\pm }\rangle \leftrightarrow |\phi ^{\mp }\rangle } och {\displaystyle |\psi ^{\pm }\rangle \leftrightarrow |\psi ^{\mp }\rangle } under {\displaystyle \sigma _{z}}-rotation om övergripande fasfaktorer ej tas i beaktande.
Vid {\displaystyle \pi /2}-rotationer av båda partiklarna är singlettillståndet alltid invariant medan två av de resterande tre Belltillstånden transformerar emellan sig: {\displaystyle |\phi ^{+}\rangle \leftrightarrow |\psi ^{+}\rangle } under x-rotation, {\displaystyle |\phi ^{-}\rangle \leftrightarrow |\psi ^{+}\rangle } under y-rotation och {\displaystyle |\phi ^{+}\rangle \leftrightarrow |\phi ^{-}\rangle } under z-rotation.